# Oleksandr Bahach
Oleksandr Bahach (en ukrainien Олександр Багач, en russe Aleksandr Bagach), né le 21 novembre 1966 dans l'oblast de Tcherkassy, est un ancien athlète ukrainien.
Durant sa carrière de lanceur de poids, il a gagné des médailles de bronze aux Jeux olympiques d'été et aux championnats du monde.
Il avait remporté le concours des championnats du monde en 1997, mais il fut contrôlé positif à l'éphédrine et perdit sa médaille. Il avait précédemment été suspendu deux ans en 1989 pour dopage à la testostérone.

## Palmarès

### Jeux olympiques
- Jeux olympiques d'été de 1996 à Atlanta ( États-Unis) 
  -  Médaille de bronze au lancer du poids

### Championnats du monde d'athlétisme
- Championnats du monde d'athlétisme de 1993 à Stuttgart ( Allemagne)
  -  Médaille de bronze au lancer du poids
- Championnats du monde d'athlétisme de 1995 à Helsinki ( Finlande)
  - 4e au lancer du poids
- Championnats du monde d'athlétisme de 1997 à Athènes ( Grèce)
  - disqualifié au lancer du poids
- Championnats du monde d'athlétisme de 1999 à Séville ( Espagne)
  -  Médaille de bronze au lancer du poids

### Championnats du monde d'athlétisme en salle
- Championnats du monde d'athlétisme en salle de 1993 à Toronto ( Canada)
  -  Médaille de bronze au lancer du poids
- Championnats du monde d'athlétisme en salle de 1997 à Paris ( France)
  -  Médaille d'argent au lancer du poids
- Championnats du monde d'athlétisme en salle de 1999 à Maebashi ( Japon)
  -  Médaille d'or au lancer du poids

### Championnats d'Europe d'athlétisme
- Championnats d'Europe d'athlétisme de 1994 à Helsinki  Finlande
  -  Médaille de bronze au lancer du poids
- Championnats d'Europe d'athlétisme de 1998 à Budapest  Hongrie
  -  Médaille d'or au lancer du poids

### Championnats d'Europe d'athlétisme en salle
- Championnats d'Europe d'athlétisme en salle de 1992 à Gênes ( Italie)
  -  Médaille d'or au lancer du poids
- Championnats d'Europe d'athlétisme en salle de 1994 à Paris ( France)
  -  Médaille d'or au lancer du poids